# Antiquarium di Boscoreale
L'Antiquarium di Boscoreale è un museo di tipo archeologico ed è sito a Boscoreale: al suo interno sono custoditi reperti provenienti dagli scavi di Pompei e del suo ager, Ercolano, Oplonti e Stabia ed offre uno spaccato sugli usi e costumi della vita romana, nonché della natura durante tale periodo.

## Storia e struttura
L'Antiquarium è stato inaugurato nel 1991 ad opera della Soprintendenza archeologica di Pompei per offrire ai visitatori la possibilità di conoscere il territorio vesuviano durante l'epoca antecedente l'eruzione del Vesuvio del 79, con reperti della flora e fauna del luogo, della vita agricola e degli usi quotidiani degli abitanti della zona. 

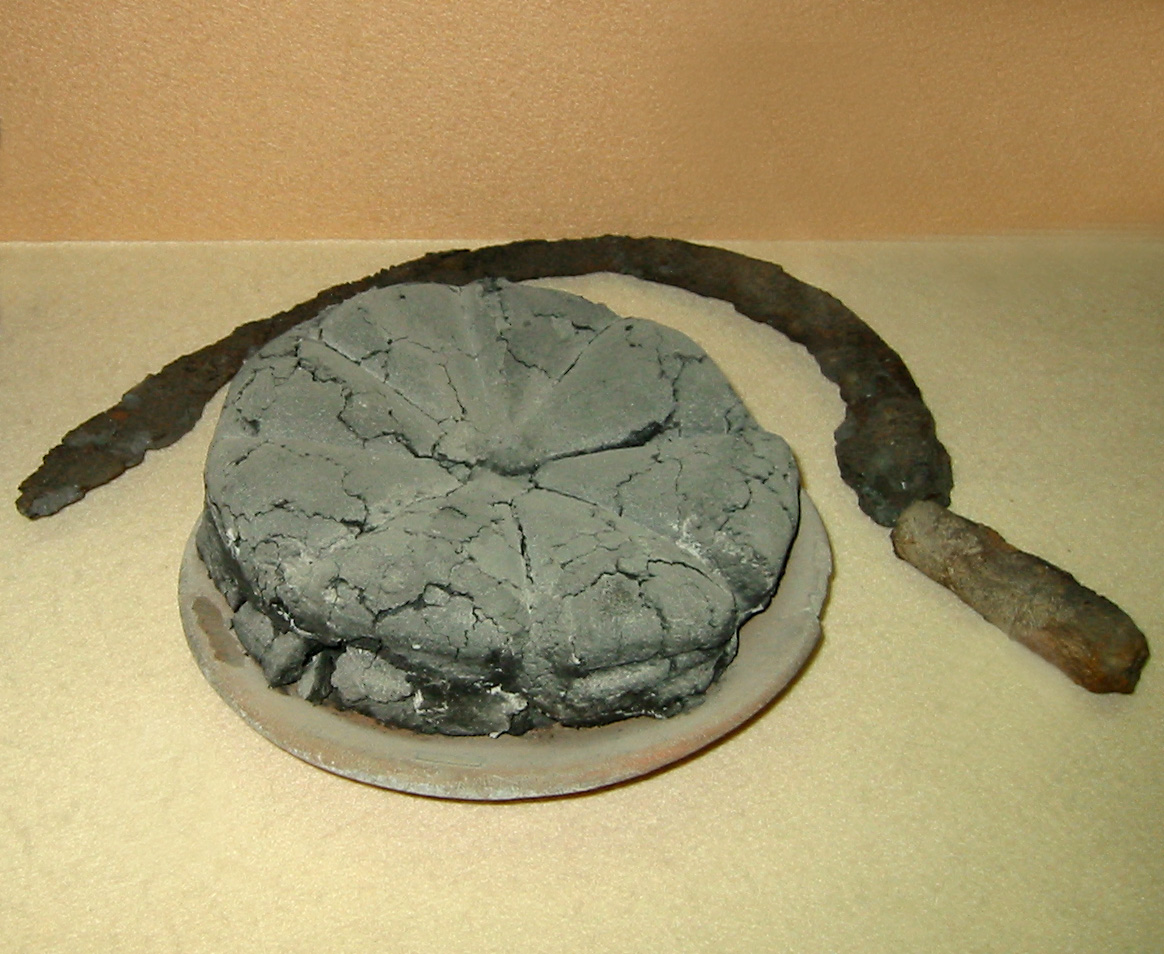
Pane carbonizzato dall'eruzione del 79 d.C.

Il percorso museale si sviluppa in un corridoio, nel quale sono esposte alcune illustrazioni che raffigurano l'evoluzione nel corso degli anni del bosco e della palude formata dal fiume Sarno, e in due sale: la prima dedicata alla flora e alla fauna, alla cosmesi, all'allevamento, all'agricoltura e alla medicina, mentre la seconda raccoglie reperti provenienti per la maggior parte dalle ville di Boscoreale ma anche da altri siti vesuviani.
Nella prima sala si trovano reperti come zappe, ami, resti vegetali di pini e pigne, anfore vinarie, il calco di una foglia di una villa stabiana e calchi di animale come quello di un cane con ancora indosso il collare e quello di un maiale. Nella seconda sala sono conservati reperti provenienti da Villa Regina, come un'ermetta marmorea, una tazza in ceramica e delle lucerne, da Villa della Pisanella, come un frantoio in pietra lavica, dei sigilli in bronzo ed un plastico della villa che riproduce la grande cella vinaria con ben 84 dolia infossati; sono inoltre presenti reperti provenienti dalla villa di Marcus Livius Marcellus, di Numerius Popidius Florus e di altre ville parzialmente scavate nel territorio di Boscoreale.
Accanto all'Antiquarium, i resti dell'unica villa romana della zona interamente scavata e ricostruita, chiamata Villa Regina: si tratta di una villa agricola, di modeste dimensioni, dedicata alla produzione del vino, così come testimoniato dalla vasca di pigiatura dell'uva, dal torchio vinario ligneo, di cui oggi rimane il calco e dalla cella vinaria con gli orci posti sotto terra per la conservazione del vino.